# Гулаб джамун

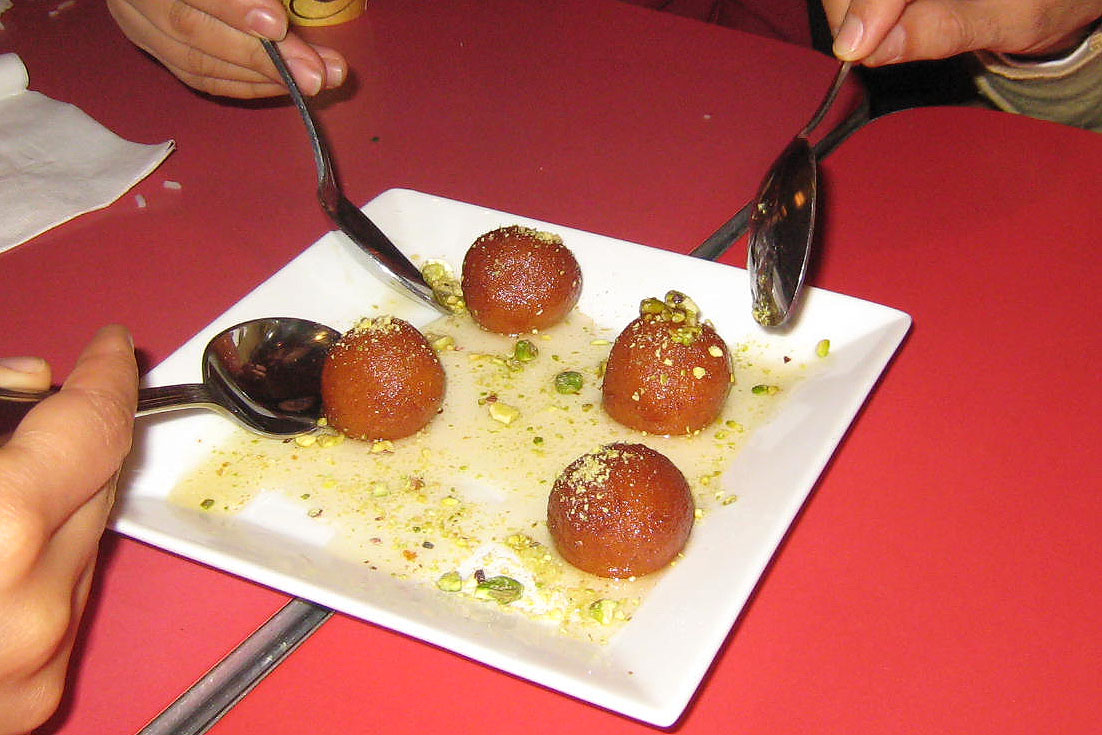

Гулаб джамун (гінді गुलाब जामुन, урду گلاب جامنگلاب جامن, маратхі गुलाबजाम, канн. ಜಾಮೂನು) — традиційна страва індійської кулінарії. Являє собою солодкі кульки із сухого молока в сиропі. Популярний десерт в країнах Індійського субконтинента: Індії, Пакистані, Шрі-Ланці, Непалі та Бангладеш. Існує кілька різновидів цієї страви, котра з'явилась на Аравійському півострові та набула популярності на Індійському субконтиненті за часів Імперії Великих Моголів.

## Рецепт
Солодка страва на 6 персон 
3375 калорій

#### Продукти
2 чашки порошкового молока (порошкове молоко можна замінити дитячою сумішшю "Малютка");
2 чашки цукру;
2 ст. ложки манної крупи;
1 ст. ложка розпушувача;
1 ст. ложка топленого масла;
3/4 чашки молока;
2-3 чашки води;
2 стручки зеленого кардамону;
10 фісташкових горіхів топлене або рослинне масло для смаження.
Сироп
2 склянки води;
2 склянки цукру;
1 ч. ложка трояндової води;
2 зернини кардамону.

### Спосіб приготування
- Цукор і кардамон положити у воду, довести до кипіння.

- Кип’ятити на повільному вогні 15 хв.

- Змішати порошкове молоко, манну крупу і розпушувач. Обережно розтерти у цій суміші 1 ст. ложку топленого масла, додати молоко і розмішати до отримання густої маси;

- З отриманої маси зробити 20 - 25 невеликих кульок в середину якої покладіть по шматочку горіха фісташки;

- Потім розігріти на сковороді олію та посмажити кульки на малому вогні  протягом 5 - 8 хв.  Щоб вони не підгоріли ззовні, їх треба весь час повертати. Обсмажити кульки до темно-коричневого кольору, потім остудити  їх;

- Залити кульки цукровим сиропом, посипати товченими фісташками і мигдалем. Солодкі кульки подаються на стіл теплими.[1][2]

### Корисні поради
- Не можна смажити кульки на сильному вогні, так як маса всередині кульок не пропечеться.

- Якщо маса вийде дуже вологою, кульки в процесі приготування потріскаються. Для видалення зайвої вологи поставте масу на 10 хв.  у холодильник.

- Якщо маса дуже суха, кульки вийдуть твердими.

- Якщо кульки при скочуванні почнуть розтріскуватися, додайте в масу трохи молока[1]